# مسجد العزاب (بيرات)
مسجد العزاب(بالألبانية: Xhamia e Beqarëve، بالإنجليزية: Bachelors' Mosque، بالتركية: Bekarlar Camii)، المعروف سابقا بمسجد سِليمان باشا (بالألبانية: Xhamia e Sylejman Pashës، بالإنجليزية: Sylejman Pasha Mosque): هو نصب ثقافي في بيرات، مقاطعة بيرات، ألبانيا. أصبح المسجد معلمًا ثقافيًا في 1961.
يحتوي المسجد على طابقين. مئذنة المسجد منخفضة. تعود الرسوم الموجودة داخل المسجد إلى عامي 1927 و1928. منذ عهد الديكتاتورية الشيوعية بقيادة أنور خوجة، تم استخدام رواق المسجد كمخزن للملابس الداخلية النسائية.